# Ochna thomasiana
Ochna thomasiana är en tvåhjärtbladig växtart som beskrevs av Adolf Engler, Amp; Gilg och Ernest Friedrich Gilg. Ochna thomasiana ingår i släktet Ochna och familjen Ochnaceae. Inga underarter finns listade i Catalogue of Life.

## Bildgalleri

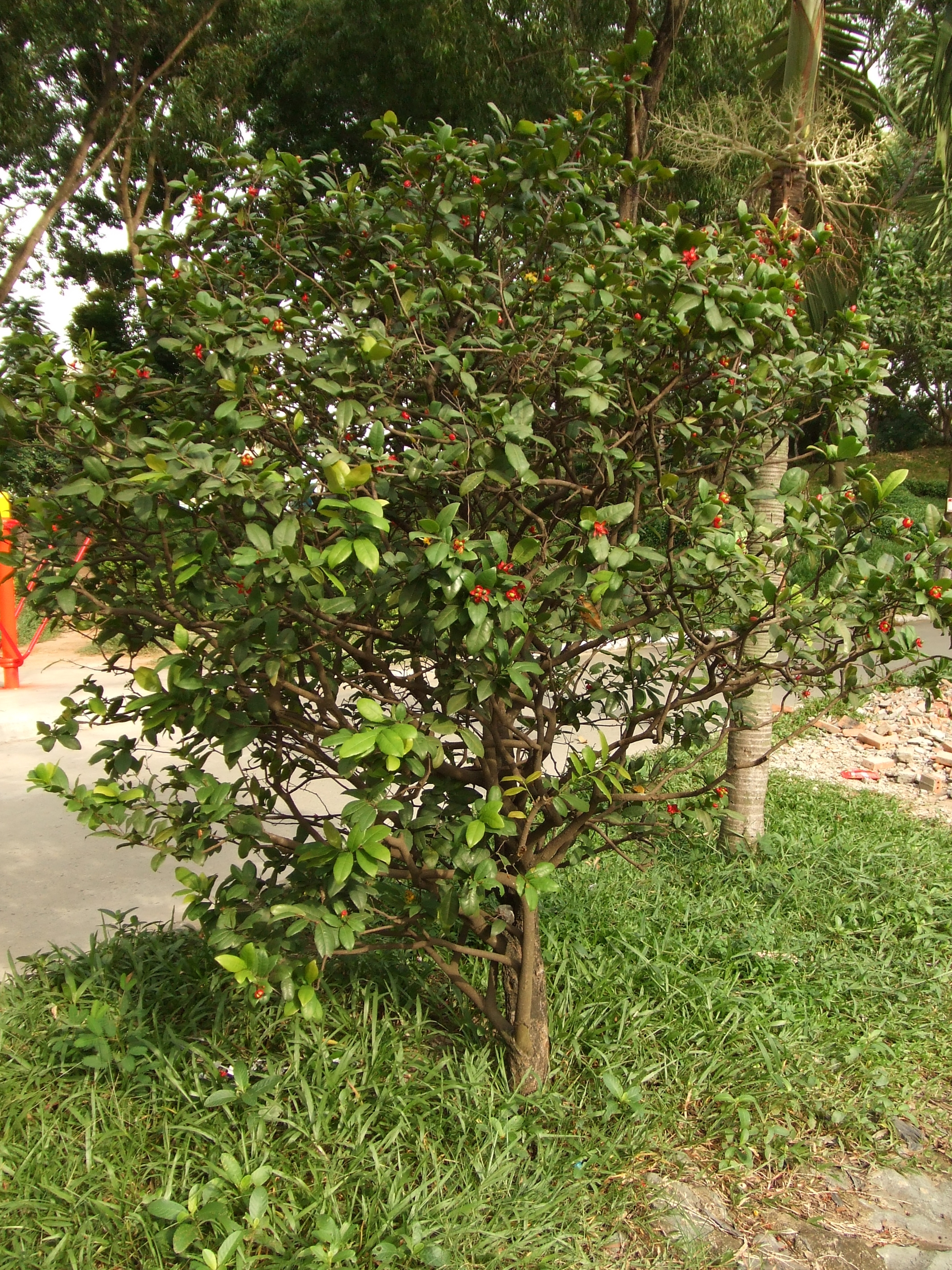
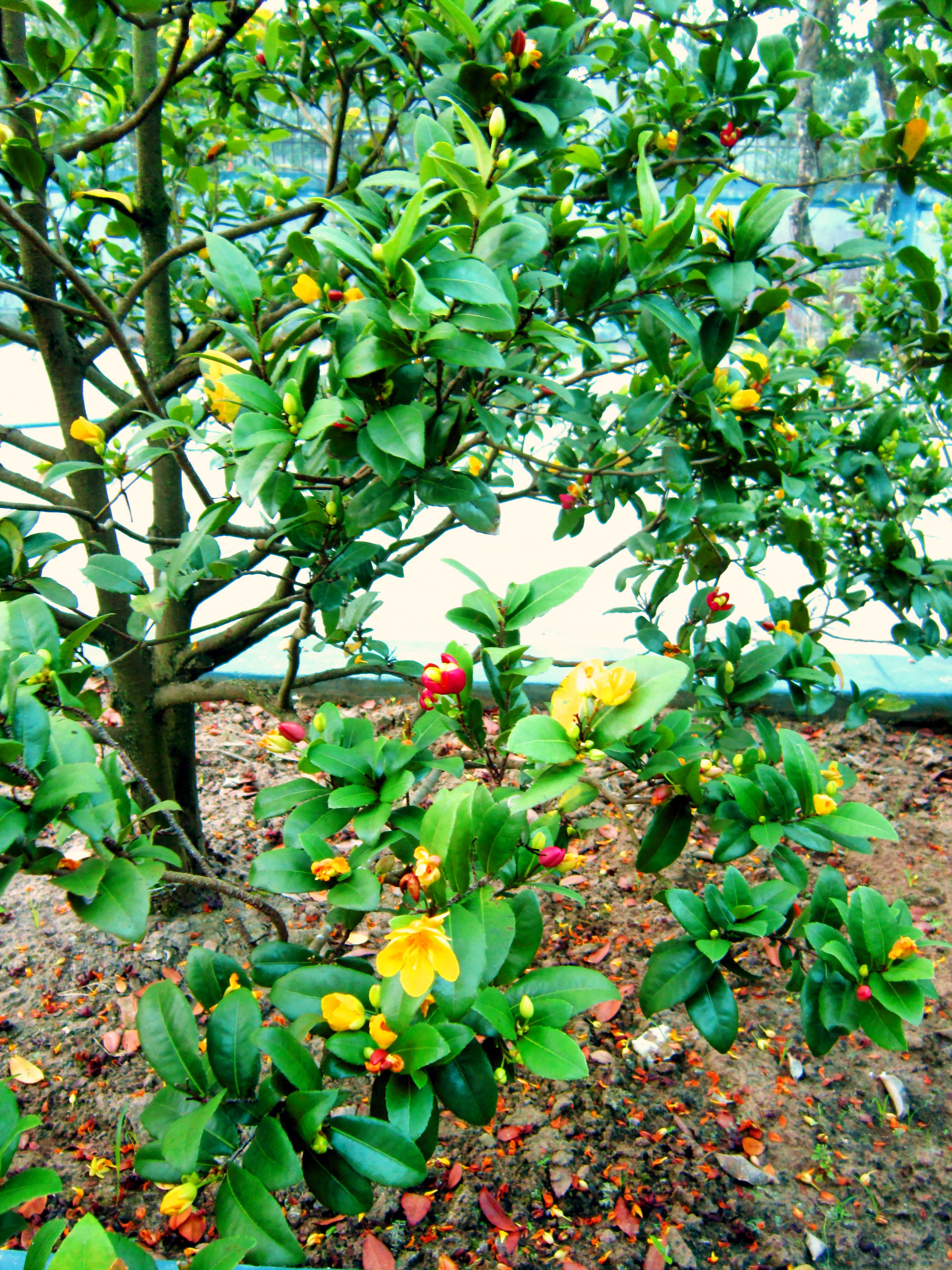
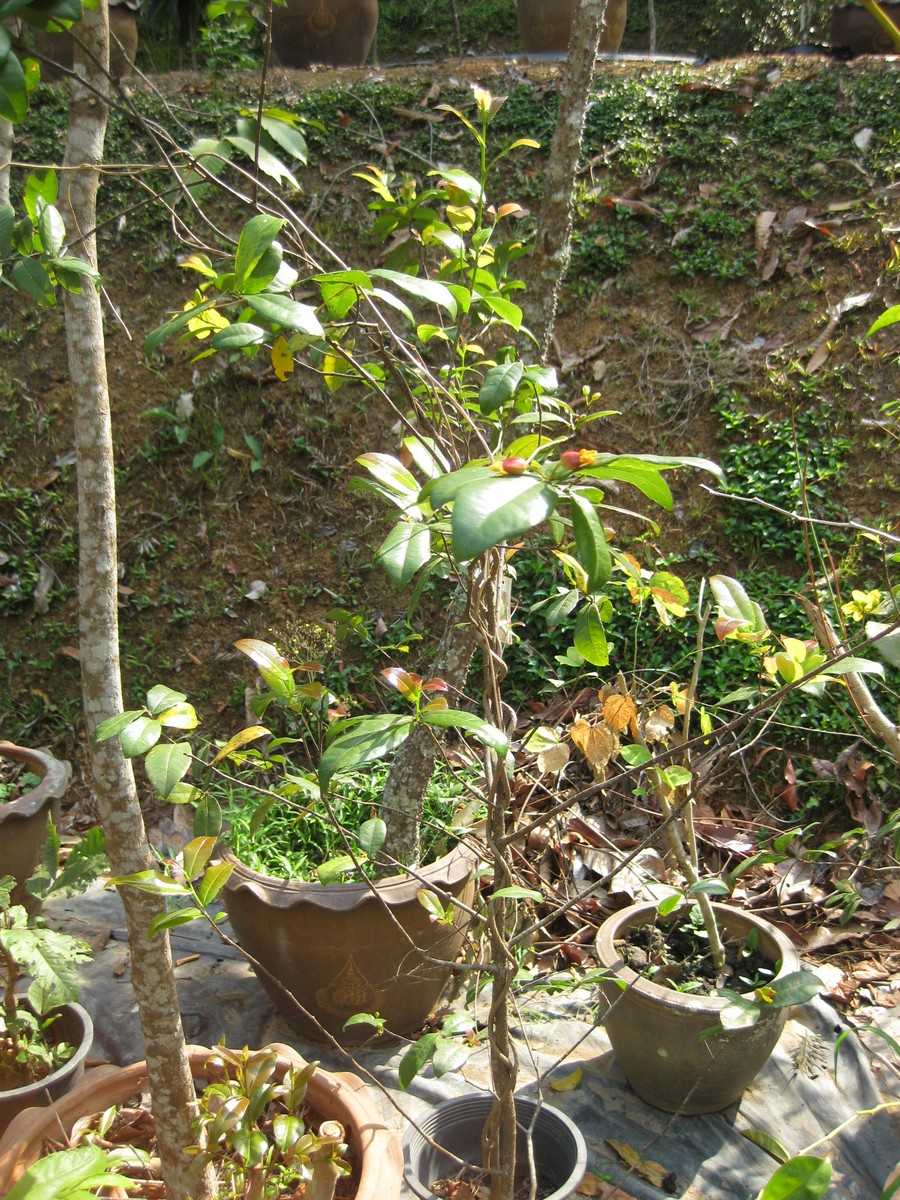
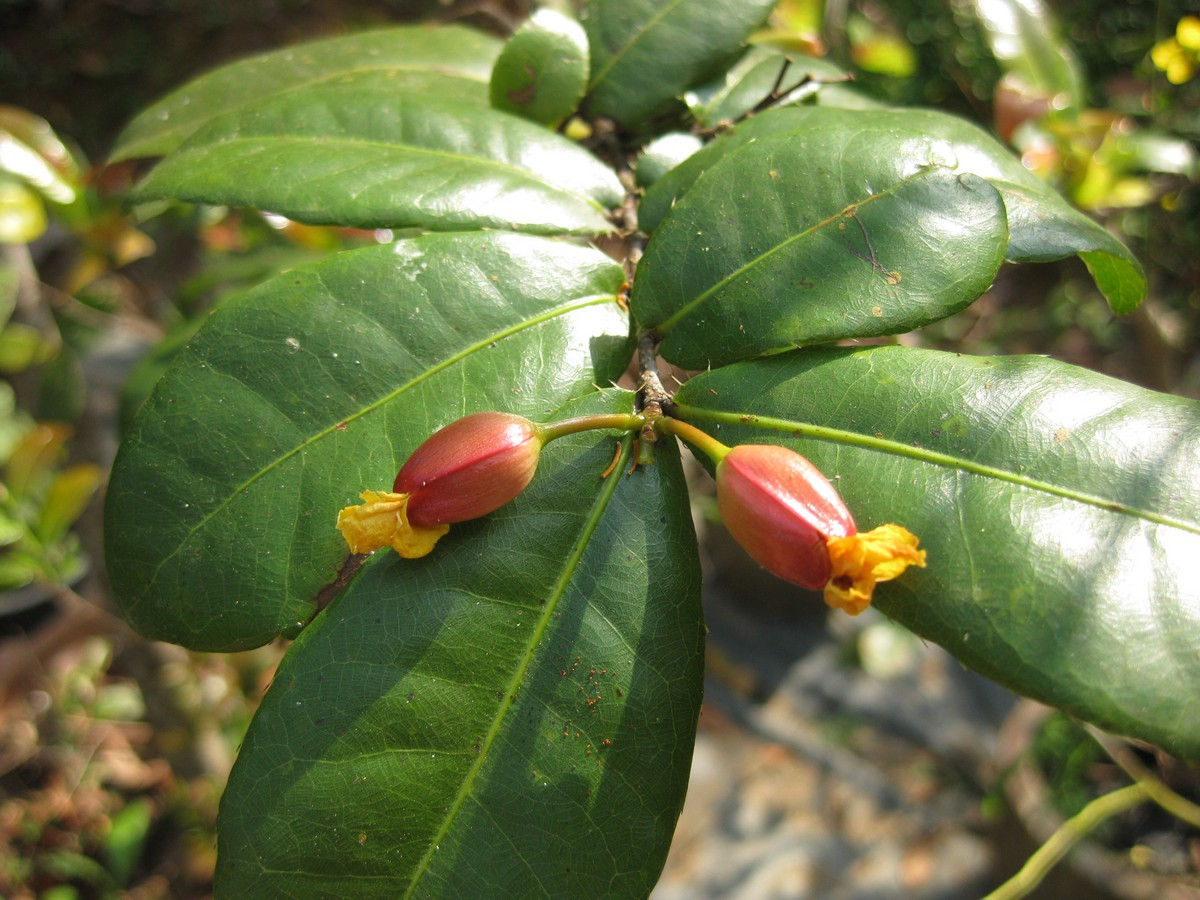
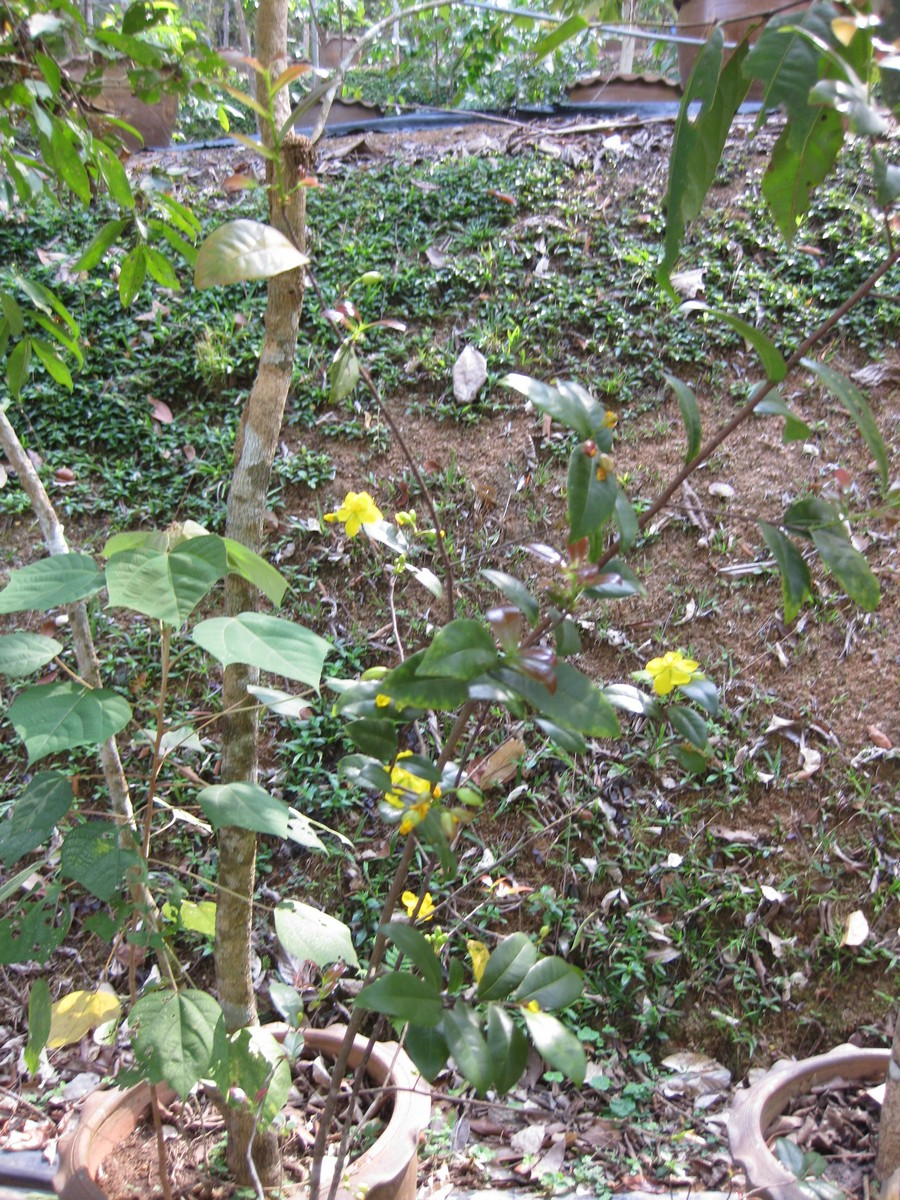
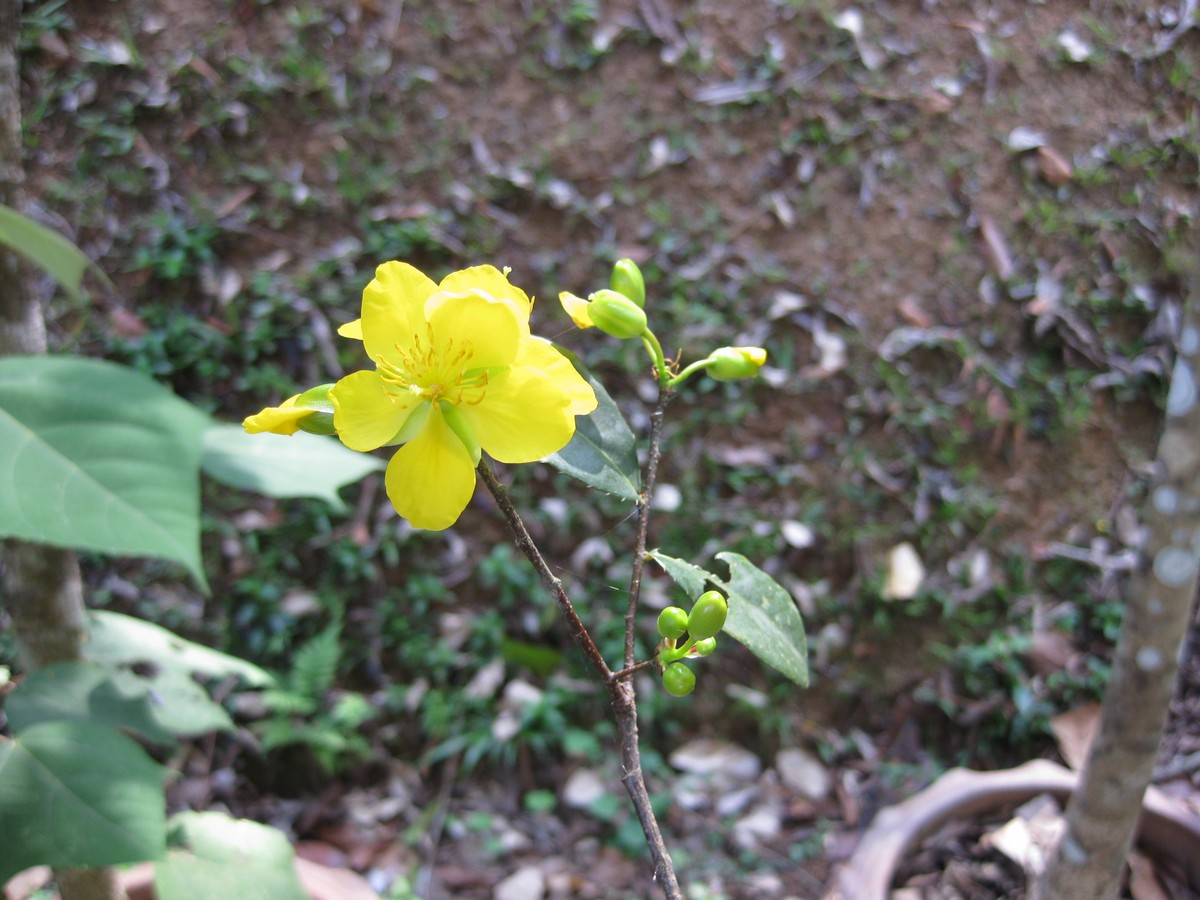